# Unsterblicher Dimpflmoser
Unsterblicher Dimpflmoser ist eine 1976 erschienene Sammlung von Szenen von Willy Vierlinger, die erstmals zur Zeit des Nationalsozialismus erschienen waren. Die Publikation erschien im Rosenheimer Verlagshaus. 
Hauptfigur der Geschichten ist Dimpflmoser, der scheinbar authentische Urtyp des grantelnden Bayern. Die Szenen wurden mit Zeichnungen Gerhardt Hentrichs zunächst als wöchentliche Bildergeschichte populär. Diese erschien 1936 bis 1940 in der Münchner Beilage der Zeitung „Die Post“ aus dem Zentralverlag der NSDAP. Es gab auch zu dieser Zeit schon Buchveröffentlichungen wie zum Beispiel Dimpflmoser (1940) aus demselben Verlag (Franz-Eher-Verlag).
In der späteren Buchveröffentlichung fehlen einzelne Geschichten, die allzu sehr dem Zeitgeist des nationalsozialistischen Deutschlands entsprangen; einzelne Texte wurden auch „sanft“ nachbearbeitet.
Auf der Veröffentlichung Unsterblicher Dimpflmoser basiert auch die Doppel-Langspielplatte Eine bayrische Gaudi, auf der Gustl Bayrhammer den Dimpflmoser spricht. Diese wurde später als Hörbuch-CD wiederveröffentlicht.

## Ausgaben
- Ausgaben von Unsterblicher Dimpflmoser  bei der Deutschen Nationalbibliothek